# Sant’Agata Fossili
Sant’Agata Fossili (piemontiul: Santa Àgata) település Olaszországban, Piemont régióban, Alessandria megyében. Lakosainak száma 365 fő (2023. január 1.). Sant’Agata Fossili Carezzano, Castellania, Gavazzana, Sardigliano és Cassano Spinola községekkel határos.

## Népesség
A település lakossága az elmúlt években az alábbi módon változott:
| Lakosok száma | 423  | 404  | 365  |
|               | 2017 | 2018 | 2023 |